# ۲۰۰ سیگار
۲۰۰ سیگار (انگلیسی: 200 Cigarettes) یک فیلم کمدی آمریکایی محصول سال ۱۹۹۹ به کارگردانی ریزا برامون گارسیا و به نویسندگی شانا لارسن است. این فیلم شخصیت‌های مختلفی را در شهر نیویورک در شب سال نو ۱۹۸۱ دنبال می‌کند. بازیگران اصلی این فیلم بن افلک، کیسی افلک، دیو چپل، گیرمو دیاز، آنجلا فیدراستون جنین گرافلو، جنین گرافلو، گبی هافمن، کیت هادسن، کورتنی لاو، جی مهر، مارتا پلیمپتن، کریستینا ریچی و پل راد هستند.

## خلاصه داستان
این فیلم قوس‌های مختلفی را دنبال می‌کند که همه در شب سال نو سال ۱۹۸۱ رخ می‌دهند.